# Primera divisió espanyola de futbol 2021-2022
La temporada 2021-2022 de la lliga espanyola de futbol, també coneguda com a La Liga Santander per raons de patrocini, va ser la 91a edició des del seu establiment. El torneig l'organitzà la Lliga de Futbol Professional (LFP).
La competició es disputà entre el divendres 13 d'agost de 2021 i el diumenge 22 de maig de 2022. El calendari i normes es van anunciar el 30 de juny de 2021.
El 24 de juny de 2021, el Consell de ministres espanyol va resoldre que els espectadors podrien tornar als estadis, tot modificant el Reial Decret que regula la 'nova normalitat', en el context de la pandèmia de COVID-19.
El defensor del títol i campió de la temporada anterior fou el Club Atlético de Madrid. RCD Espanyol, Reial Mallorca i Rayo Vallecano foren els nous clubs que la temporada anterior van promocionar des de la Segona divisió.
El Reial Madrid va guanyar el seu 35è títol, amb quatre partits de coll, el 30 d'abril, amb una victòria per 4–0 contra l'Espanyol.
Aquesta for la primera edició de La Liga des de la temporada 2003–04 en la qual no hi jugà el màxim golejador de la competició de tots els temps, Lionel Messi ni el durant molts anys capità del Reial Madrid Sergio Ramos.

## Equips

### Ascensos i descensos de la temporada anterior
La lliga la disputen vint equips, disset dels participants la temporada 2020–21 i tres d'ascendits de la Segona divisió 2020-21. Això inclou els dos primers de la segona divisió, i l'equip guanyador dels play-off de promoció d'ascens.
Equips descendits a Segona Divisió
El primer equip en baixar de La Liga fou la SD Eibar, després de perdre 1–4 contra el València CF el 16 de maig de 2021, acabant una ratxa de set anys a la màxima categoria. El segon equip en baixar fou el Reial Valladolid, després d'una derrota per 1–2 a casa contra l'Atlètic de Madrid el 22 de maig de 2021, en el darrer partit de la temporada, posant així punt final a tres anys a la primera divisió. El tercer i últim equip en baixar fou la SD Huesca, després d'empatar a 0–0 contra el València CF el 22 de maig de 2021 en el darrer partit de la temporada; només havia estat un any a primera.
Equips ascendits des de la Segona Divisió
El 8 de maig de 2021, el RCD Espanyol fou el primer equip en pujar matemàticament, assegurant l'ascens amb un empat 0–0 contra el Reial Saragossa. El segon equip en ascendir fou el RCD Mallorca, després de la derrota de la UD Almería 2–3 contra l'FC Cartagena el 18 de maig de 2021. Tots dos equips tornaven a primera després d'una temporada a segona. El tercer i darrer equip en pujar fou el Rayo Vallecano, després de guanyar en la final del play-off d'ascens per 3–2 contra el Girona FC el 20 de juny de 2021, tornant així a primera després de dos anys d'absència.
| Equip             | Lloc          | Estadi                 | Capacitat |
| ----------------- | ------------- | ---------------------- | --------- |
| Alavés            | Vitòria       | Mendizorroza           | 19.840    |
| Athletic Club     | Bilbao        | San Mamés              | 53.289    |
| Atlètic de Madrid | Madrid        | Wanda Metropolitano    | 68.456    |
| FC Barcelona      | Barcelona     | Camp Nou               | 99.354    |
| Cadis CF          | Cadis         | Nuevo Mirandilla       | 20.724    |
| Celta de Vigo     | Vigo          | Abanca-Balaídos        | 29.000    |
| Elx CF            | Elx           | Martínez Valero        | 33.732    |
| RCD Espanyol      | Barcelona     | RCDE Stadium           | 40.000    |
| Getafe CF         | Getafe        | Coliseum Alfonso Pérez | 17.393    |
| Granada CF        | Granada       | Nuevo Los Cármenes     | 19.336    |
| Llevant UE        | València      | Ciutat de València     | 26.354    |
| RCD Mallorca      | Palma         | Visit Mallorca         | 24.262    |
| CA Osasuna        | Pamplona      | El Sadar               | 23.576    |
| Rayo Vallecano    | Madrid        | Vallecas               | 14.708    |
| Reial Betis       | Sevilla       | Benito Villamarín      | 60.721    |
| Reial Madrid      | Madrid        | Alfredo Di Stéfano     | 81.044    |
| Reial Societat    | Sant Sebastià | Anoeta                 | 39.500    |
| Sevilla FC        | Sevilla       | Ramón Sánchez Pizjuán  | 43.883    |
| València CF       | València      | Mestalla               | 55.000    |
| Vila-real CF      | Vila-real     | Estadi de la Ceràmica  | 24.890    |

### Personal i espònsors
| Equip              | Entrenador            | Capità             | Fabricant de l'equipació | Spònsor(s) de la samarreta |
| ------------------ | --------------------- | ------------------ | ------------------------ | -------------------------- |
| Alavés             | Javier Calleja        | Víctor Laguardia   | Kelme                    |                            |
| Athletic Club      | Marcelino             | Iker Muniain       | New Balance              | Kutxabank                  |
| Atlético de Madrid | Diego Simeone         | Koke               | Νike                     | Plus500                    |
| Barcelona          | Xavi                  | Sergio Busquets    | Νike                     | Rakuten                    |
| Cadis              | Álvaro Cervera        | Jon Ander Garrido  | Macron                   | Jobchain                   |
| Celta de Vigo      | Eduardo Coudet        | Hugo Mallo         | Adidas                   | Estrella Galicia 0,0       |
| Elx                | Fran Escribá          | Gonzalo Verdú      | Νike                     | TM Grupo Inmobiliario      |
| Espanyol           | Vicente Moreno        | David López        | Kelme                    | Riviera Maya               |
| Getafe             | Quique Sánchez Flores | Djené Dakonam      | Joma                     | Tecnocasa Group            |
| Granada            | Robert Moreno         | Víctor Díaz        | Νike                     |                            |
| Llevant            | Javier Pereira        | José Luis Morales  | Macron                   |                            |
| Mallorca           | Luis García           | Manolo Reina       | Νike                     |                            |
| Osasuna            | Jagoba Arrasate       | Oier Sanjurjo      | Adidas                   | Verleal                    |
| Rayo Vallecano     | Andoni Iraola         | Alberto García     | Umbro                    | Digi Communications        |
| Reial Betis        | Manuel Pellegrini     | Joaquín            | Kappa                    |                            |
| Reial Madrid       | Carlo Ancelotti       | Marcelo            | Adidas                   | Emirates                   |
| Reial Societat     | Imanol Alguacil       | Asier Illarramendi | Macron                   |                            |
| Sevilla            | Julen Lopetegui       | Jesús Navas        | Νike                     | Naga App                   |
| València           | José Bordalás         | José Gayà          | Puma                     | Socios.com                 |
| Vila-real          | Unai Emery            | Mario Gaspar       | Joma                     | Pamesa Cerámica            |

1. ^ Darrere la samarreta.
2. ^ A les mànigues.
3. ^ Als pantalons.

### Canvis d'entrenador
| Equip        | Entrenador sortint   | Manera de sortida   | Data de sortida  | Posició a la taula | Entrenador entrant        | Data de nomenament |
| ------------ | -------------------- | ------------------- | ---------------- | ------------------ | ------------------------- | ------------------ |
| València     | Voro                 | Fi de l'interinatge | 22 maig 2021     | Pretemporada       | José Bordalás             | 27 maig 2021       |
| Getafe       | José Bordalás        | Mutu acord          | 26 maig 2021     | Pretemporada       | Míchel                    | 27 maig 2021       |
| Reial Madrid | Zinédine Zidane      | Dimissió            | 27 maig 2021     | Pretemporada       | Carlo Ancelotti           | 1 juny 2021        |
| Granada      | Diego Martínez       | Dimissió            | 27 maig 2021     | Pretemporada       | Robert Moreno             | 18 juny 2021       |
| Llevant      | Paco López           | Cessat              | 3 octubre 2021   | 18è                | Javier Pereira            | 7 octubre 2021     |
| Getafe       | Míchel               | Cessat              | 4 octubre 2021   | 20è                | Quique Sánchez Flores     | 6 octubre 2021     |
| FC Barcelona | Ronald Koeman        | Cessat              | 27 octubre 2021  | 9è                 | Xavi                      | 5 novembre 2021    |
| Elx          | Fran Escribá         | Cessat              | 21 novembre 2021 | 18è                | Francisco                 | 28 novembre 2021   |
| Llevant      | Javier Pereira       | Cessat              | 29 novembre 2021 | 20è                | Alessio Lisci             | 7 desembre 2021    |
| Alavés       | Javier Calleja       | Cessat              | 28 desembre 2021 | 18è                | José Luis Mendilibar      | 28 desembre 2021   |
| Cadis        | Álvaro Cervera       | Cessat              | 11 gener 2022    | 19è                | Sergio                    | 11 gener 2022      |
| Granada      | Robert Moreno        | Cessat              | 6 març 2022      | 17è                | Rubén Torrecilla (interí) | 6 març 2022        |
| Mallorca     | Luis García          | Cessat              | 22 març 2022     | 18è                | Javier Aguirre            | 24 març 2022       |
| Alavés       | José Luis Mendilibar | Cessat              | 3 abril 2022     | 20è                | Julio Velázquez           | 5 abril 2022       |
| Granada      | Rubén Torrecilla     | Fi de l'interinatge | 18 abril 2022    | 18è                | Aitor Karanka             | 18 abril 2022      |
| Espanyol     | Vicente Moreno       | Cessat              | 13 maig 2022     | 13è                | Luis Blanco (interí)      | 13 maig 2022       |

## Classificació
| Pos | Equip             | PJ | PG | PE | PP | GF | GC | DG  | Pts | Classificació o descens                                    |
| --- | ----------------- | -- | -- | -- | -- | -- | -- | --- | --- | ---------------------------------------------------------- |
| 1   | Reial Madrid (C)  | 38 | 26 | 8  | 4  | 80 | 31 | +49 | 86  | Classificació per la Fase de Grups de la Lliga de Campions |
| 2   | FC Barcelona      | 38 | 21 | 10 | 7  | 68 | 38 | +30 | 73  | Classificació per la Fase de Grups de la Lliga de Campions |
| 3   | Atlètic de Madrid | 38 | 21 | 8  | 9  | 65 | 43 | +22 | 71  | Classificació per la Fase de Grups de la Lliga de Campions |
| 4   | Sevilla FC        | 38 | 18 | 16 | 4  | 53 | 30 | +23 | 70  | Classificació per la Fase de Grups de la Lliga de Campions |
| 5   | Reial Betis       | 38 | 19 | 8  | 11 | 62 | 40 | +22 | 65  | Classificació per la Fase de Grups de l'Europa League      |
| 6   | Reial Societat    | 38 | 17 | 11 | 10 | 40 | 37 | +3  | 62  | Classificació per la Fase de Grups de l'Europa League      |
| 7   | Vila-real CF      | 38 | 16 | 11 | 11 | 63 | 37 | +26 | 59  | Classificació per l'Europa Conference League               |
| 8   | Athletic Club     | 38 | 14 | 13 | 11 | 43 | 36 | +7  | 55  |                                                            |
| 9   | València CF       | 38 | 11 | 15 | 12 | 48 | 53 | −5  | 48  |                                                            |
| 10  | CA Osasuna        | 38 | 12 | 11 | 15 | 37 | 51 | −14 | 47  |                                                            |
| 11  | Celta de Vigo     | 38 | 12 | 10 | 16 | 43 | 43 | 0   | 46  |                                                            |
| 12  | Rayo Vallecano    | 38 | 11 | 9  | 18 | 39 | 50 | −11 | 42  |                                                            |
| 13  | Elx CF            | 38 | 11 | 9  | 18 | 40 | 52 | −12 | 42  |                                                            |
| 14  | RCD Espanyol      | 38 | 10 | 12 | 16 | 40 | 53 | −13 | 42  |                                                            |
| 15  | Getafe CF         | 38 | 8  | 15 | 15 | 33 | 41 | −8  | 39  |                                                            |
| 16  | RCD Mallorca      | 38 | 10 | 9  | 19 | 36 | 63 | −27 | 39  |                                                            |
| 17  | Cadis CF          | 38 | 8  | 15 | 15 | 35 | 51 | −16 | 39  |                                                            |
| 18  | Granada CF (R)    | 38 | 8  | 14 | 16 | 44 | 61 | −17 | 38  | Baixen a Segona Divisió                                    |
| 19  | Llevant UE (R)    | 38 | 8  | 11 | 19 | 51 | 76 | −25 | 35  | Baixen a Segona Divisió                                    |
| 20  | Alavés (R)        | 38 | 8  | 7  | 23 | 31 | 65 | −34 | 31  | Baixen a Segona Divisió                                    |

## Estadístiques

### Màxims golejadors[56]
| Lloc | Jugador                   | Equip            | Gols | Partits | G/P  |
| ---- | ------------------------- | ---------------- | ---- | ------- | ---- |
| 1    | Karim Benzema             | Reial Madrid     | 27   | 32      | 0,84 |
| 2    | Iago Aspas                | RC Celta         | 18   | 37      | 0,49 |
| 3    | Raúl de Tomás             | RCD Espanyol     | 17   | 34      | 0,50 |
| 3    | Vinicius Júnior           | Reial Madrid     | 17   | 35      | 0,49 |
| 5    | Enes Ünal                 | Getafe CF        | 16   | 37      | 0,43 |
| 5    | Juan Miguel Jiménez       | Reial Betis      | 16   | 33      | 0,48 |
| 7    | José Luis Mato            | Deportivo Alavés | 14   | 37      | 0,38 |
| 8    | José Luis Morales         | Llevant UE       | 13   | 35      | 0,37 |
| 9    | Memphis Depay             | FC Barcelona     | 12   | 28      | 0,43 |
| 9    | Ángel Correa              | At. Madrid       | 12   | 36      | 0,33 |
| 11   | Pierre-Emerick Aubameyang | FC Barcelona     | 11   | 17      | 0,65 |
| 11   | Carlos Soler              | València CF      | 11   | 32      | 0,34 |
| 11   | Gonçalo Guedes            | València CF      | 11   | 36      | 0,31 |
| 11   | Luis Suárez               | At. Madrid       | 11   | 35      | 0,31 |